# Walter Davoine
Walter Davoine (Montevideo, 27 de marzo de 1935 - Montevideo, 28 de febrero de 2016) fue un futbolista uruguayo. Jugaba de defensor y su primer club fue Peñarol.

## Carrera
Comenzó su carrera en 1954 jugando para  Peñarol. En 1959 tuvo un pequeño pasaje por el Rampla Juniors. En 1960 se fue a la Argentina para jugar en Boca Juniors. En 1961 se pasó a Gimnasia de La Plata, donde jugó hasta 1965. En 1966 regresó a Uruguay para jugar en el Cerro. Entre 1967 y 1969 jugó en River Plate siendo campeón de Segunda División Profesional de Uruguay en 1967.

## Selección nacional
Ha sido internacional con la selección juvenil de Uruguay y la selección mayor en 1959.

## Clubes
| Club                 | País      | Año         |
| -------------------- | --------- | ----------- |
| Peñarol              | Uruguay   | 1954 - 1959 |
| Rampla Juniors       | Uruguay   | 1959        |
| Boca Juniors         | Argentina | 1960        |
| Gimnasia de La Plata | Argentina | 1961 - 1965 |
| Cerro                | Uruguay   | 1966        |
| River Plate          | Uruguay   | 1967 - 1969 |